# 桑多梅日
桑多梅日（波蘭語：Sandomierz，發音：[sanˈdɔmʲɛʂ] ⓘ）是位於波蘭東南部、靠近維斯瓦河左岸的城市，曾隸屬塔爾諾布熱格省，现属聖十字省，距桑河口約10公里，約有2萬名居民。在古代，桑多梅日是小波兰地區乃至整個國家最重要的城市中心之一。該城在中世纪到19世紀是波兰王国王冠领地的王家城市以及地區行政中心。

## 簡介
桑多梅日在十一世紀即有聚落形成，爲波蘭最古老的城市之一。主要產玻璃、硫磺，另設立有金屬加工和食品加工的工廠，13世纪被金帳汗国攻占並洗劫該城。

## 詞源
桑多梅日（波蘭語：Sandomierz）的名字可能來源於古波蘭語Sędomir，由Sędzi-（來源於動詞sądzić ，判斷）和mir（和平）組成；或來自一個曾經在多種斯拉夫語當中流行的古老的人名Sędzimir。桑多梅日的拉丁语名爲Sandomiria，意第緒語名爲צויזמיר（羅馬化：Tzoyzmir）。

## 歷史

### 早期歷史
桑多梅日是波蘭最古老以及歷史上最重要的城市之一。城市周圍的考古發現表明，早在新石器時期人類就在這裏定居。

## 景點

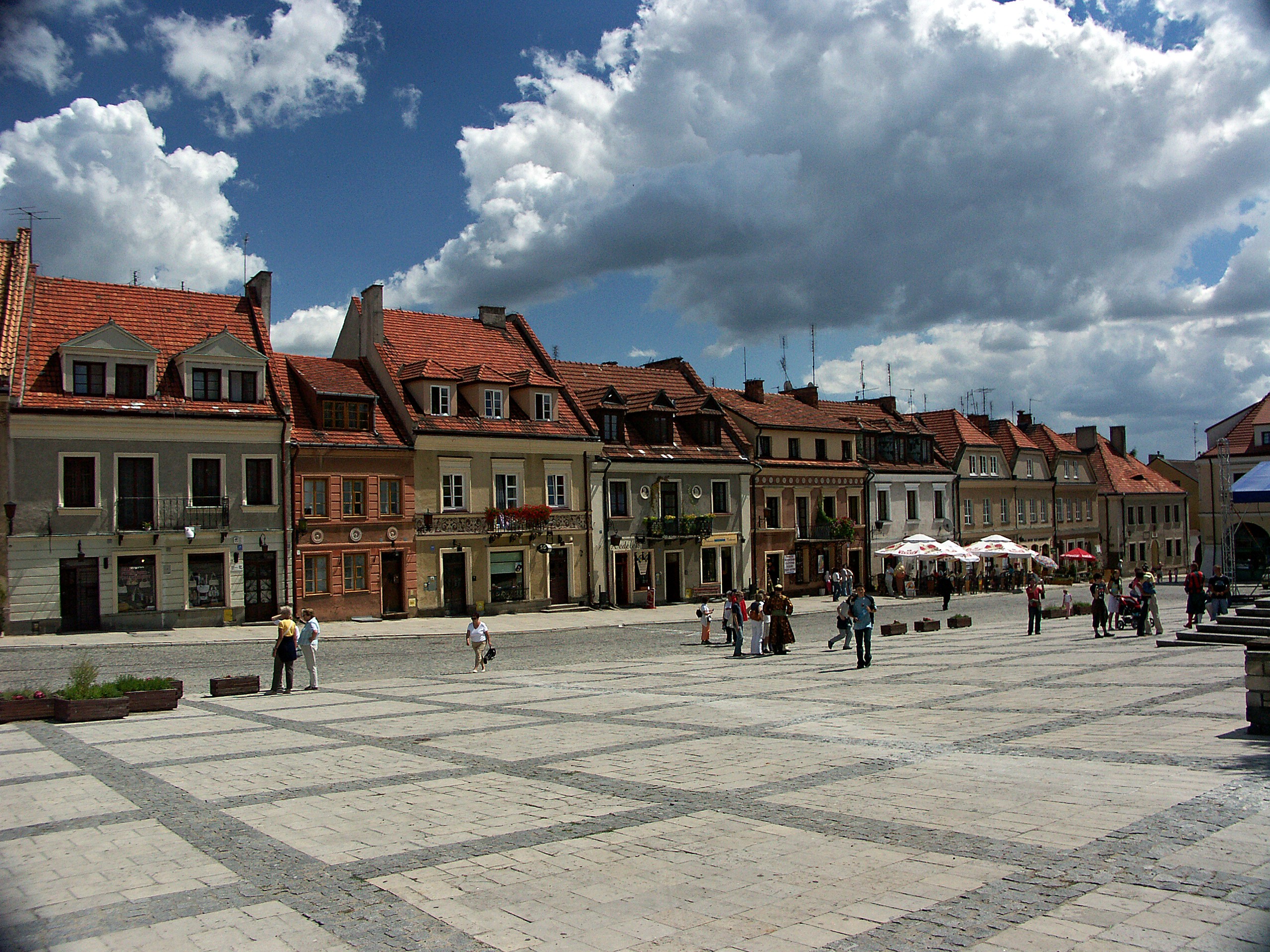
大廣場
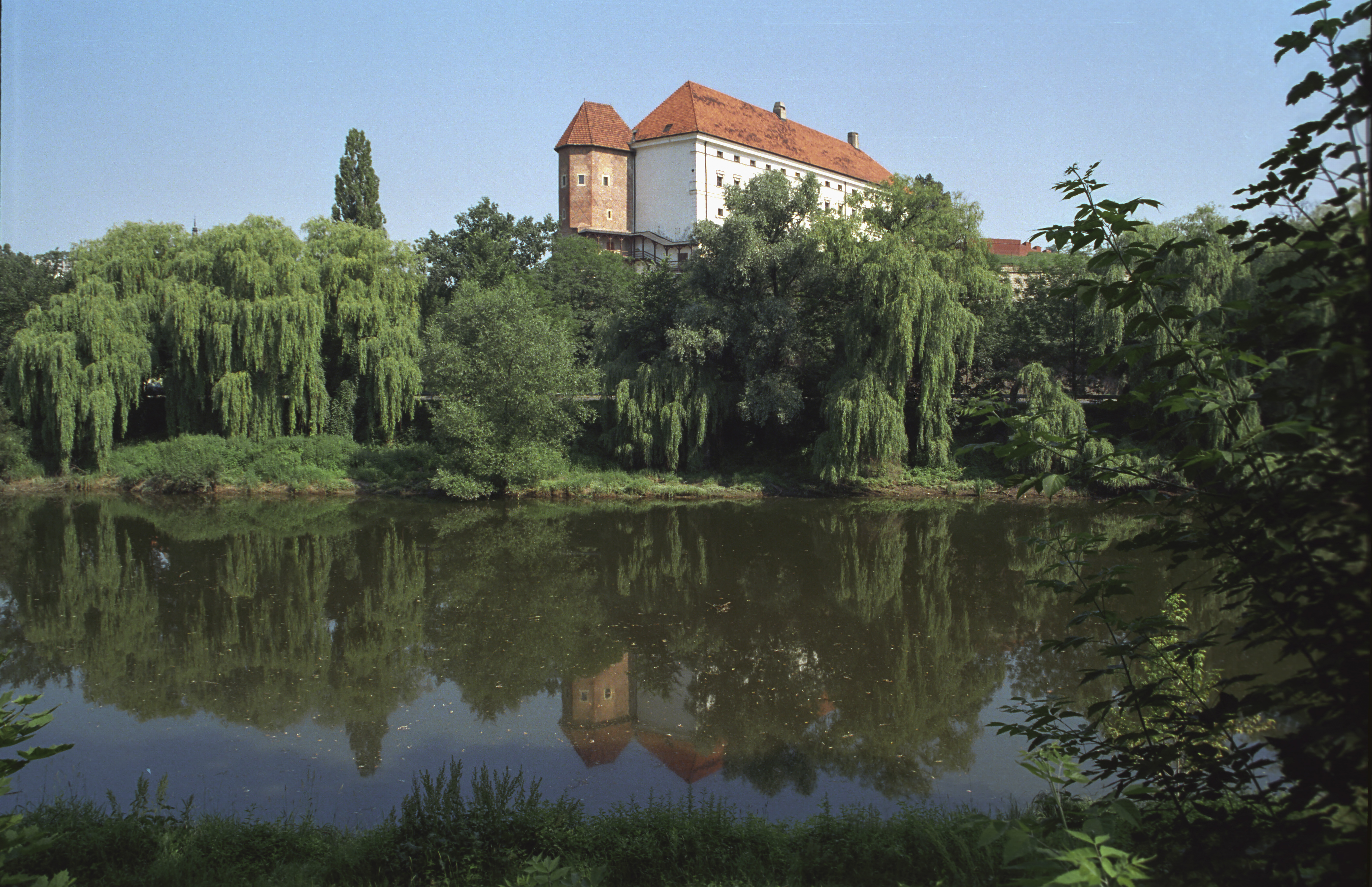
城堡
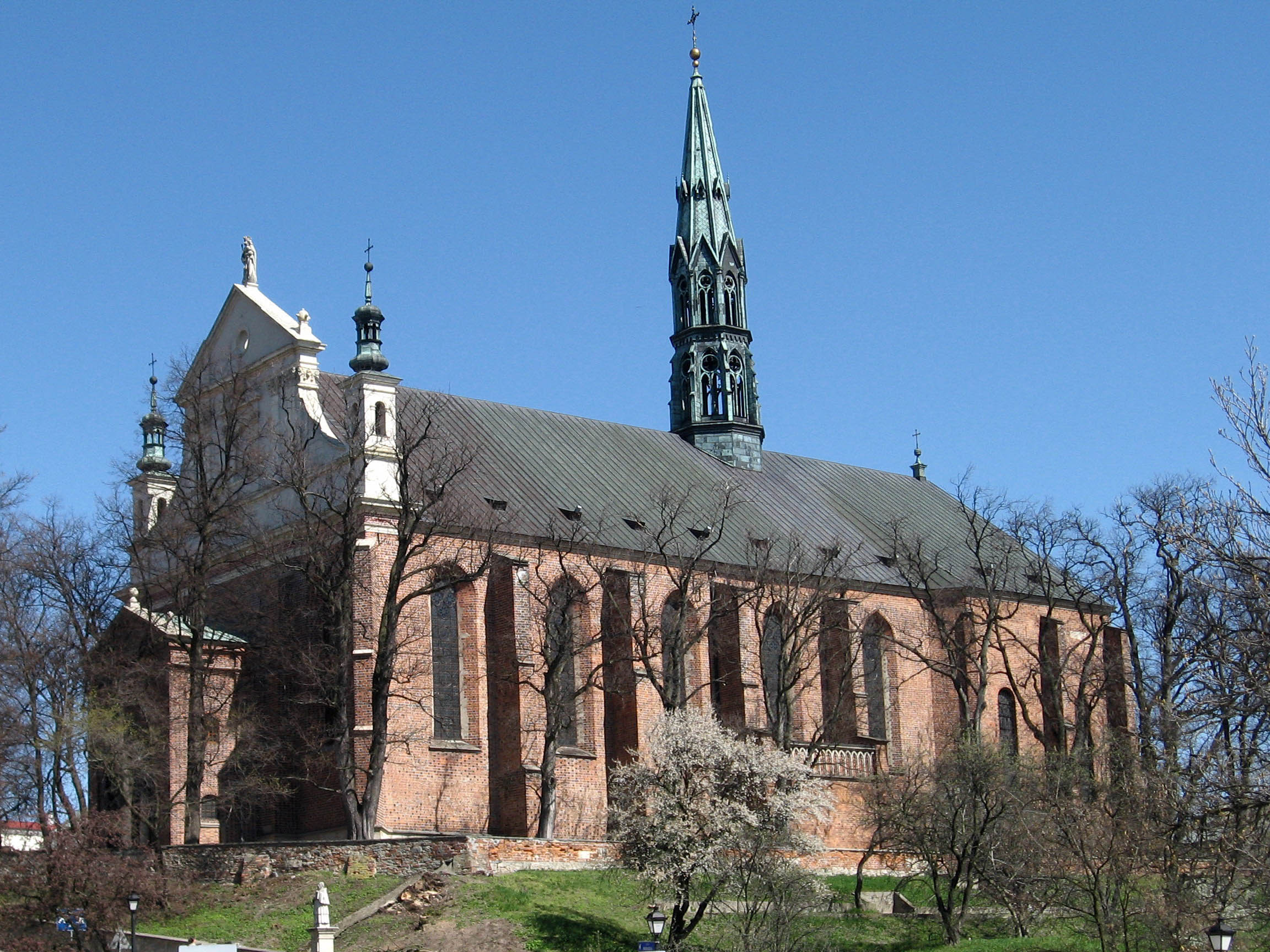
桑多梅日圣母圣诞圣殿主教座堂
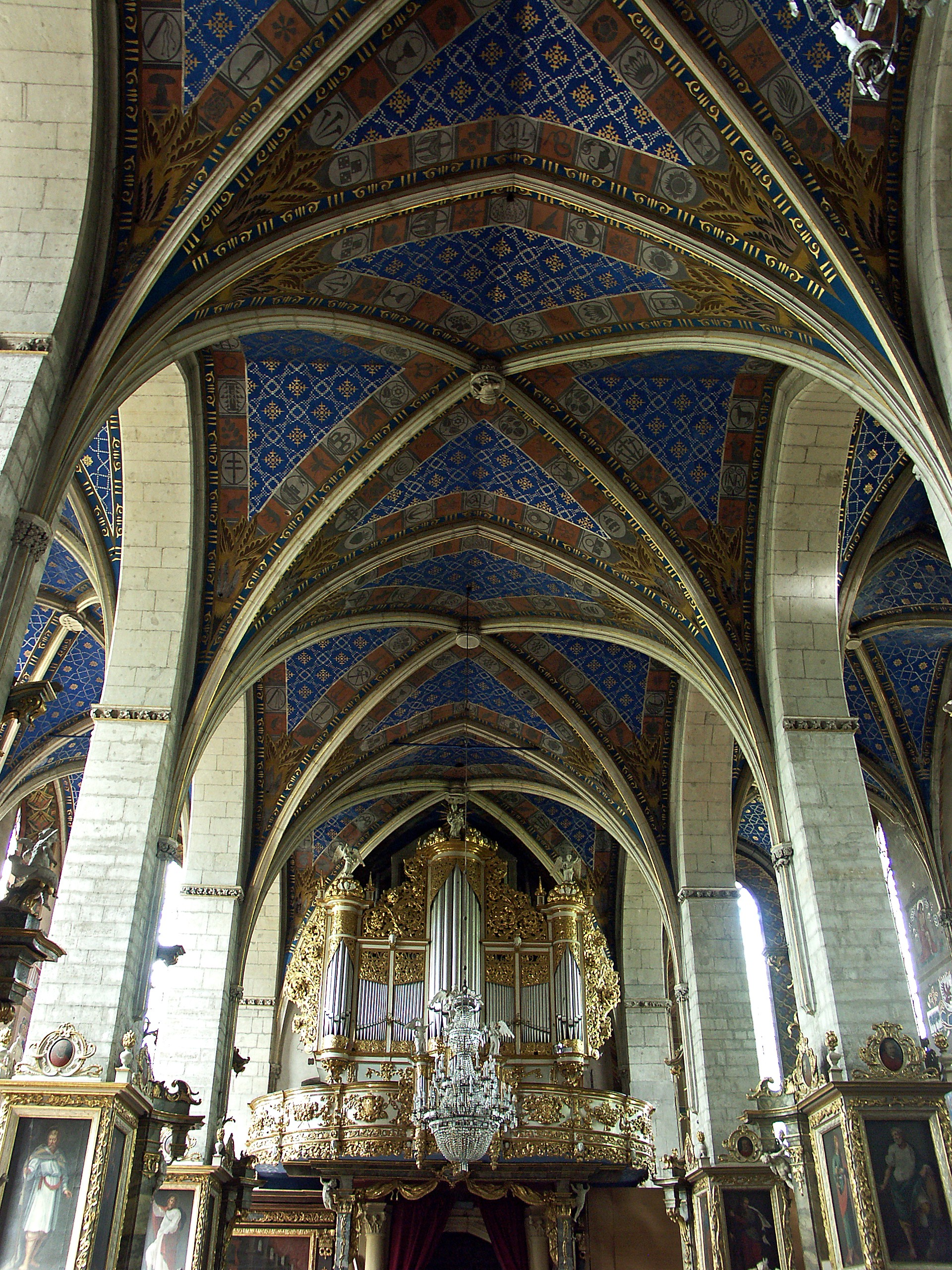
主教座堂內部
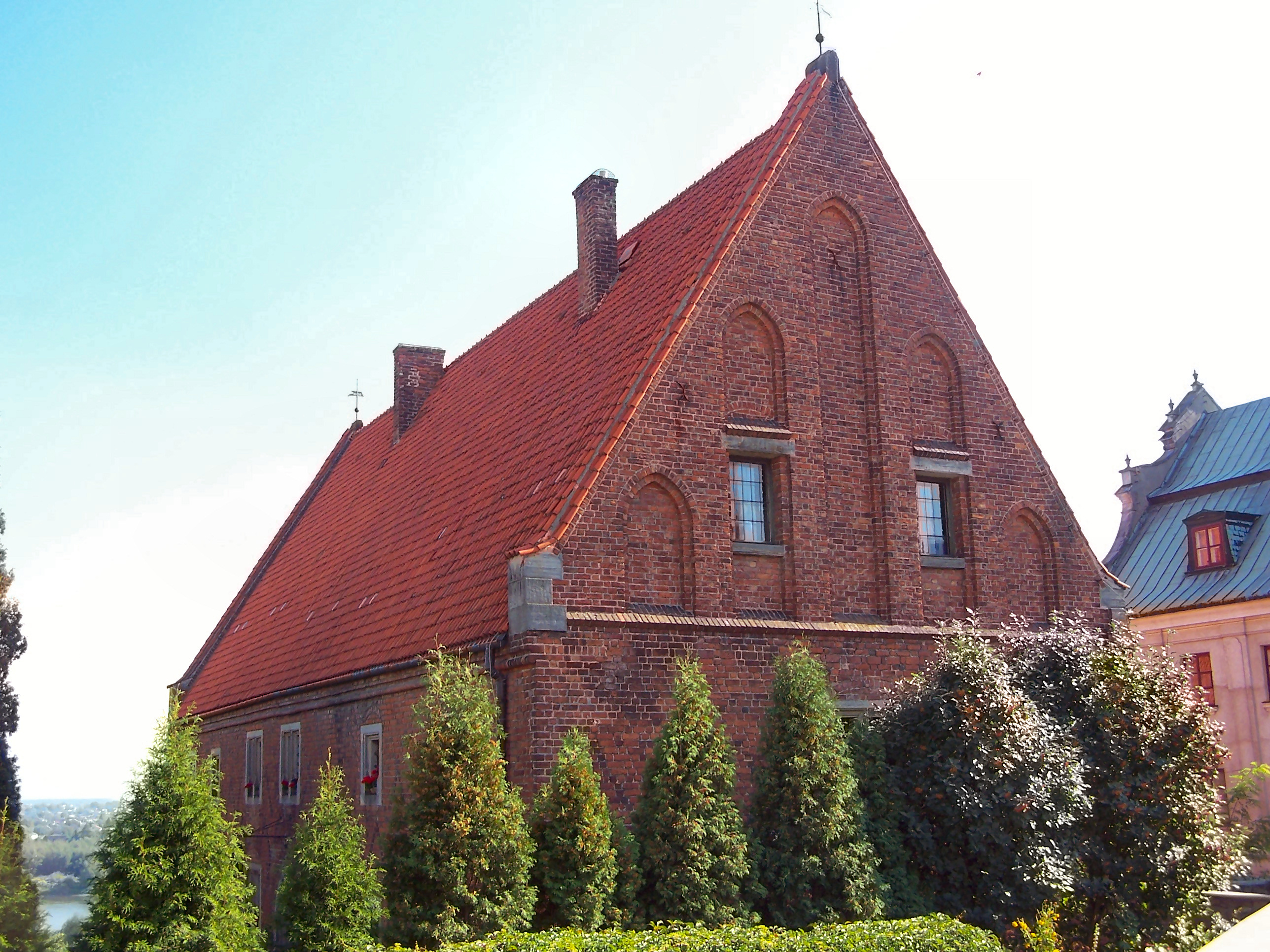
揚·德烏戈什（Jan Długosz）的家
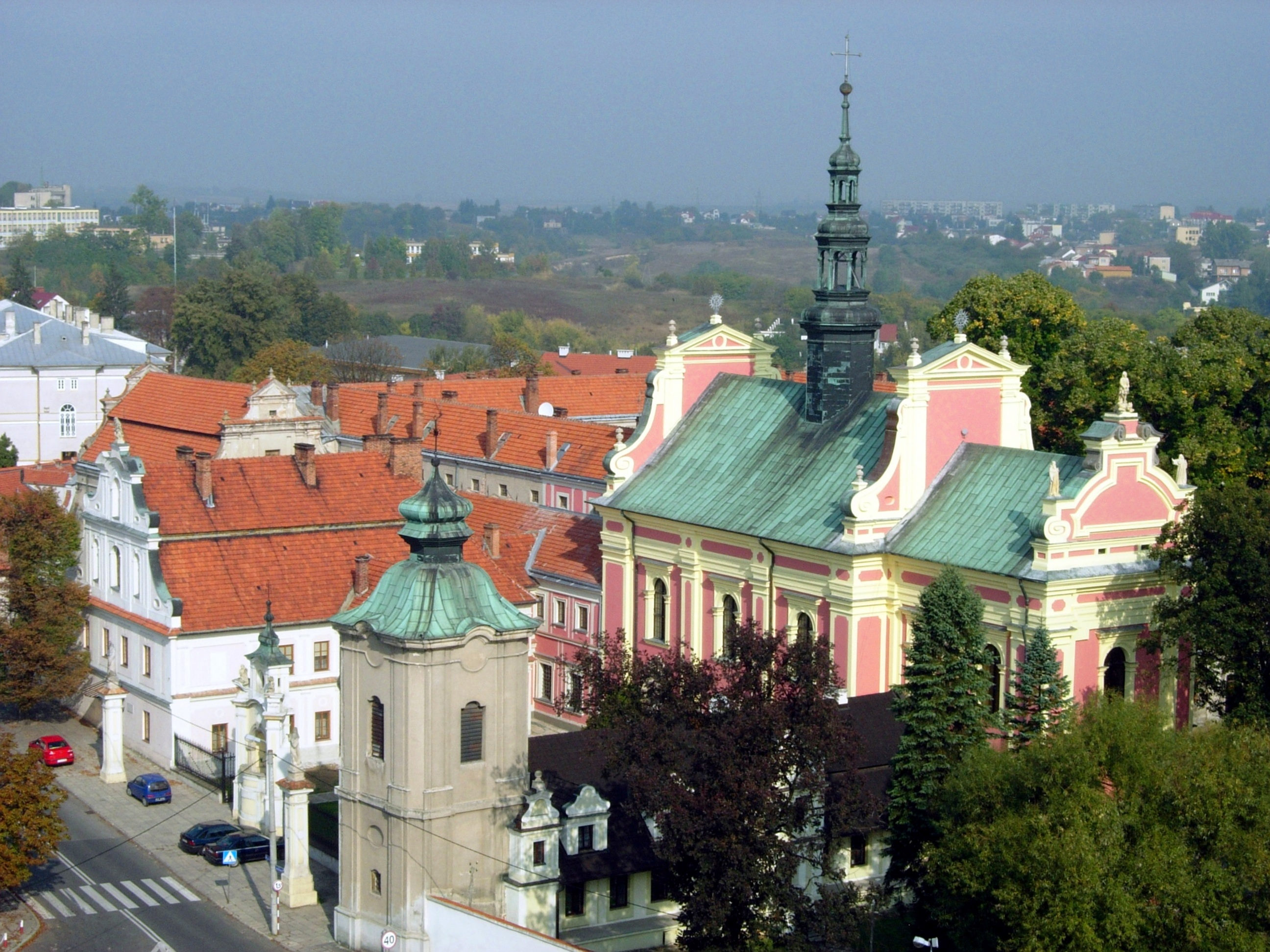
聖米迦勒堂（St. Michael）

## 外部連結
- Sandomierz Forum - City life （页面存档备份，存于）
- Tourist Web Site （页面存档备份，存于）
- Tourist Guide Site （页面存档备份，存于）
- Collegium Gostomianum
- Secondary School in Sandomierz no 2 （页面存档备份，存于）
- Zespół Szkół Gastronomicznych i Hotelarskich （页面存档备份，存于）